# Gaegeum-dong
Gaegeum-dong (koreanska: 개금동) är en stadsdel i stadsdistriktet Busanjin-gu i staden Busan i Sydkorea.  Den ligger i den sydöstra delen av landet, 300 km sydost om huvudstaden Seoul.

## Indelning
Administrativt är Gaegeum-dong indelat i:
| Namn    | Namn                | Yta i km² | Invånare 30 jun 2020 |
| ------- | ------------------- | --------- | -------------------- |
| 개금1동 | Gaegeum 1(il)-dong  | 0,58      | 17 323               |
| 개금2동 | Gaegeum 2(i)-dong   | 0,92      | 11 635               |
| 개금3동 | Gaegeum 3(sam)-dong | 2,03      | 29 985               |